# Şırnak
Şırnak este un oraș din Turcia.